# Wilton Guerrero
Artikeln följer den spanska namnseden; faderns efternamn är Guerrero och moderns efternamn Alvino.
Wilton Álvaro Guerrero Alvino, född den 24 oktober 1974 i Don Gregorio, är en dominikansk före detta professionell basebollspelare som spelade för Los Angeles Dodgers, Montreal Expos, Cincinnati Reds och Kansas City Royals i Major League Baseball (MLB). Han spelade som andrabasman och outfielder.
Guerrero är äldre bror till Vladimir Guerrero och farbror till Vladimir Guerrero Jr samt släkt med Gabriel Guerrero.